# Hamleto Stamato
Hamleto Stamato Júnior (Bebedouro, 4 de fevereiro de 1968) é um pianista, compositor e arranjador brasileiro. Foi em 2005, produtor musical e arranjador do programa Fama, da Rede Globo.

## Trajetória
Aos 6 anos iniciou seus estudos de piano em São Paulo. Seu pai Hamleto, foi um saxofonista e flautista, que tocava no conjunto de Hermeto Pascoal. Após a morte de seu pai, Hamleto Stamato retornou para sua cidade natal, Bebedouro, onde estudou no Conservatório de Música, com a idade de 11 anos. Mudou-se para o Rio de Janeiro ao 16 anos, onde se formou em bacharel em piano pela Universidade Estácio de Sá. Iniciou sua carreira profissional em 1988, sendo logo conhecido como um dos mais promissores pianistas da nova geração.
A trajetória do músico começou com shows fora do Brasil, atuando para grandes produções em estúdio. Já tocou ao lado de grandes músicos da música popular brasileira: Claudia Telles, Marisa Gata Mansa, Tim Maia, Danilo Caymmi, entre outros.
Excursionou com Rosa Passos, em turnês pela Venezuela, Espanha, Suécia e Dinamarca.
Destacou-se no Brasil e exterior com a série de discos Speed Samba Jazz, começando o primeiro em 2003, em sua carreira solo. O terceiro CD da série, lançado em 2005, lhe rendeu a uma indicação ao Prêmio Tim na categoria "Melhor Grupo Instrumental" em 2007.